# Sukpaj
Il Sukpaj (in russo Сукпай?) è un fiume dell'Estremo oriente russo, tributario di sinistra del Chor. Scorre nel Rajon imeni Lazo del Territorio di Chabarovsk. 
La sorgente del fiume si trova sulle pendici occidentali del sistema montuoso Sichotė-Alin' vicino al villaggio di Sukpai. Scorre in direzione prevalentemente occidentale e nord-occidentale e sfocia nel Chor a 269 km dalla foce. La lunghezza del fiume è di 147 km. Il bacino idrografico è di 4 760 km². Il bacino del fiume è una zona montuosa e l'intero corso del fiume si svolge fra le montagne. Il suo maggior affluente è il Tagėmu (lungo 92 km) proveniente dalla sinistra idrografica.